# Oxalis dichondrifolia
Oxalis dichondrifolia är en harsyreväxtart som beskrevs av Asa Gray. Oxalis dichondrifolia ingår i släktet oxalisar, och familjen harsyreväxter. Inga underarter finns listade i Catalogue of Life.